# KDE 1
KDE 1 byla série vydání desktopového prostředí KDE založená na tehdy nesvobodné knihovně QT. V rámci KDE 1 byly vydány 2 významné verze; KDE 1.0 a KDE 1.1.

## Kritika
Tvůrci KDE byli kritizováni především pro použití tehdy nesvobodné knihovny QT, hlavním kritikem byla především nadace Free Software Foundation. Toto posléze vedlo k zahájení vývoje na svobodné knihovně založeném prostředí Gnome jako protiváze ke KDE.